# Seitenkettentheorie
Die Seitenkettentheorie ist eine von Paul Ehrlich 1897 entwickelte Theorie über die Antikörperbildung und ein Vorläufer der heutigen Selektionstheorien der Immunabwehr. Sie begründete sich auf der Annahme, dass jede Zelle eiweißhaltige Substanzen und eine Serie von Seitenketten oder Rezeptoren besitzt, welche Nährstoffe sowie bestimmte giftige Substanzen aufnehmen. Diese Seitenketten der Zellen (Blutzellen) passen zu den chemischen Gruppen der eingedrungenen Toxine, welche nun vermehrt und in das Blut abgegeben werden, wo sie als Antitoxin wirken. Die Fremdkörper binden nach dem Schlüssel-Schloss-Prinzip. Ehrlich erhielt für diese Theorie 1908 den Nobelpreis für Medizin.

## Die Entstehung der Theorie

Aufbau eines Antikörper-Moleküls (IgG)

Paul Ehrlich untersuchte die spezifische Immunabwehr des Körpers und nahm an, dass Fremdstoffe oder Infektionserreger oder deren Giftstoffe (Toxine) an bestimmte Zellen des Körpers andocken. Im Laufe seiner Forschungen entwickelte er die Theorie, dass diese körperfremden Stoffe kettenförmige Molekülstrukturen (Antigene) besitzen, die zu den ähnlichen „Seitenketten“ der Zellen „wie Schlüssel und Schloss“ passen und dadurch an diese gebunden werden. Er vermutete, dass diese spezifischen Seitenketten, die durch die dauerhafte Verbindung mit dem Antigen unbrauchbar wurden, zum Ersatz in einer allerdings dann überschießenden Reaktion von der Zelle neu produziert und als freie „Antikörper“ ins Blut abgegeben würden (Antikörper) und so die humorale Immunität garantierten. Später jedoch stellten Ehrlich und andere Forscher fest, dass für die Neutralisation von Toxinen oder Infektionserregern oft mehrere Antikörper benötigt werden und dass erst ihr Zusammenspiel für die Immunität verantwortlich ist.
Ehrlich  beschäftigte sich daraufhin intensiver mit den Rezeptoren und fand im Gegensatz zu seiner ursprünglichen Annahme, dass alle Körperzellen Antikörper bilden könnten, heraus, dass dies nur für die B-Lymphozyten zutrifft. Ehrlich erkannte, dass auf den jeweiligen Antigen verschiedene Strukturen vorhanden sind, die er in haptophore und toxophore Gruppen unterteilte, wobei die ersten die Bindungen verursachen und die letzteren für die Pathogenität verantwortlich sind.
Weiterführend entdeckte er, dass Serumkomplementfaktoren die phagozytierenden Zellen des Immunsystems, die Fresszellen (Makrophagen), anlocken. Damit waren die Grundlagen für die moderne Immunologie geschaffen.
Ehrlich erhielt 1908 gemeinsam mit Ilja Iljitsch Metschnikow, dem Entdecker der Phagozytose, den Nobelpreis für diese Erkenntnisse. Auch auf anderen Immunzellen hat man später antikörperähnliche Rezeptoren vorgefunden. Damit ist Paul Ehrlichs Grundannahme der rezeptorgesteuerten Immunreaktionen trotz einiger Verbesserungen auch heute noch gültig.